# Antoine Fouquier-Tinville

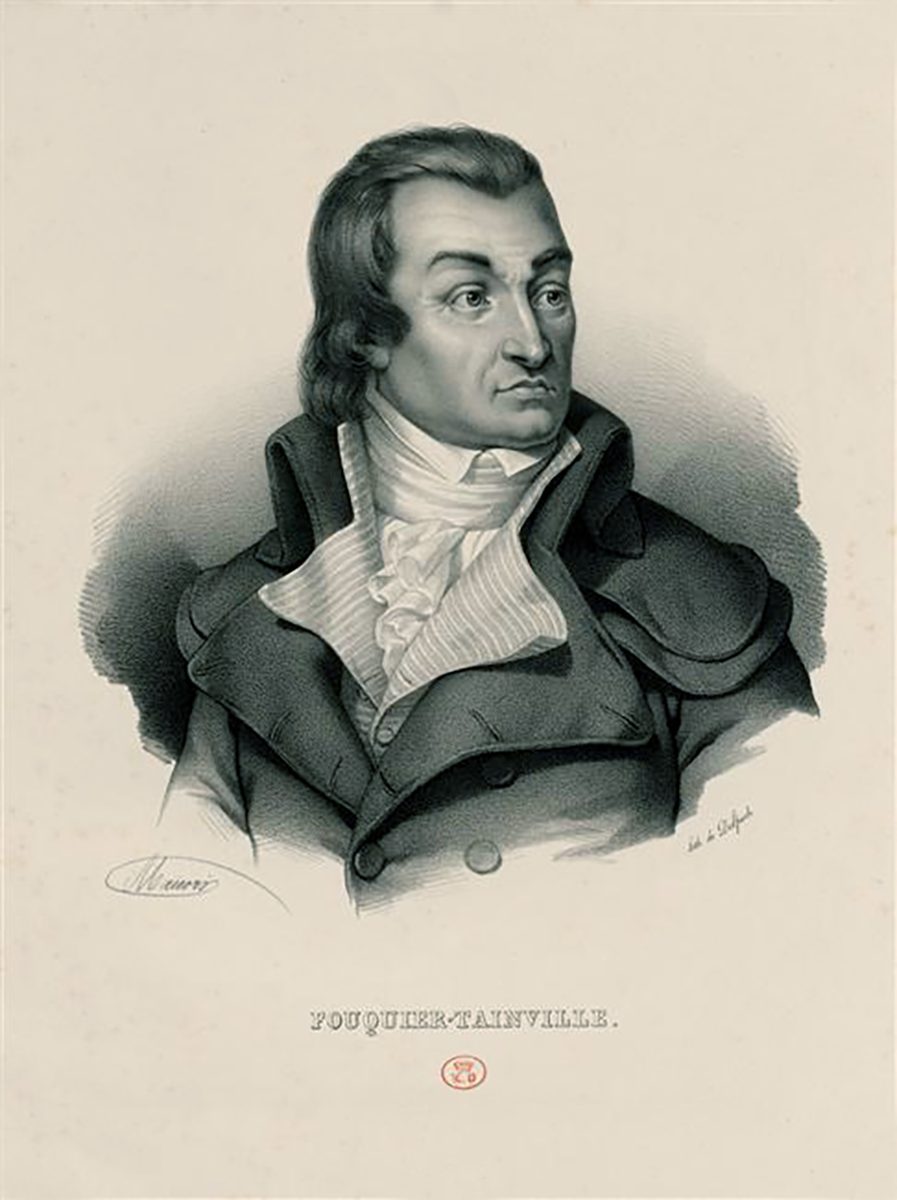
Antoine Fouquier-Tinville.

Antoine Quentin Fouquier-Tinville, född 10 juni 1746, död 7 maj 1795, var en fransk jurist.
Fouqier-Tinville var advokat från 1774, och blev 1789 sedan han slutit sig till franska revolutionen, 1793 allmän åklagare inför revolutionstribunalet. Han var där ett lydigt redskap för välfärdsutskottet, och vann på sin post en herostratisk berömmelse och avrättades efter skräckväldet.